# Xã White Earth, Quận Becker, Minnesota
Xã White Earth (tiếng Anh: White Earth Township) là một xã thuộc quận Becker, tiểu bang Minnesota, Hoa Kỳ. Năm 2010, dân số của xã này là 828 người.